# Sanciones internacionales contra el gobierno de Daniel Ortega
Las sanciones internacionales contra el gobierno de Daniel Ortega son medidas adoptadas por Estados Unidos, Canadá, Suiza y la Unión Europea contra altos funcionarios públicos pertenecientes al gobierno de Daniel Ortega, responsabilizando a Nicaragua de haber violado los principales derechos humanos ya no solo de la oposición política sino también los derechos del propio pueblo nicaragüense.
Las sanciones internacionales tienen como objetivo principal afectar al entorno más cercano que rodea a Daniel Ortega y a sus principales colaboradores, y no así a todo el país, tratando de esa manera de evitar en lo menos posible que dichas sanciones no afecten también al pueblo nicaragüense.  

## Antecedentes
Los orígenes de las sanciones internacionales contra el gobierno de Daniel Ortega se remontan a las Protestas en Nicaragua de abril de 2018, cuando durante ese año y según la Comisión Interamericana de Derechos Humanos (CIDH) fueron asesinadas unas 328 personas a manos de las fuerzas de seguridad del estado y también a manos de simpatizantes seguidores del Frente Sandinista de Liberación Nacional (FSLN) cuyo líder es Daniel Ortega. Dichas muertes causaron una gran conmoción no solo en Nicaragua sino también a nivel internacional y en varios países. 
En cambio, Daniel Ortega calificó a las protestas antigubernamentales como enemigos de la "Revolución Sandinista" y justifico las detenciones políticas alegando que se estaba gestando un supuesto "Golpe de Estado" contra su gobierno por parte de la oposición política, señalando además que no eran 326 los fallecidos sino solamente eran unos 200 muertos.

## Sanciones

### Dirigidas a Rosario Murillo
El 27 de noviembre de 2018, el gobierno del presidente Donald Trump firmó una orden ejecutiva en donde sanciona a la Vicepresidenta de Nicaragua Rosario Murillo (esposa de Daniel Ortega) y a su asesor de seguridad Néstor Moncada Lau, acusándolos por corrupción y graves abusos a los derechos humanos. El Departamento del Tesoro de los Estados Unidos señaló que la orden ejecutiva firmada por el propio Presidente de los Estados Unidos implica el bloqueo de cualquier "propiedad o intereses en propiedades" de Murillo que estén en manos de un estadounidense o bajo jurisdicción estadounidense.
Además, la sanción también prohíbe a cualquier ciudadano estadounidense realizar negocios con Rosario Murillo o Moncada y la Casa Blanca comunicó que la entrada de los sancionados al país también ha quedado suspendida y prohibida.

### Estados Unidos

#### Iniciativas sancionatorias
El 18 de julio de 2018 y algunos meses después de las protestas y asesinatos de abril de 2018, los senadores republicanos Marco Rubio y Ted Cruz junto al senador demócrata Dick Durbin presentaron un proyecto de LEY en el Senado de los Estados Unidos para penalizar a los miembros del Gobierno sandinista, pues lo acusan de se responsables de las muertes de personas que participaron en las protestas.
El 22 de agosto de 2018 fue sancionado el comisionado Francisco Díaz Madriz, jefe de la Policía Nacional y consuegro del presidente Ortega.

### Canadá
El 22 de junio de 2019 y en coordinación con Estados Unidos, Canadá también decidió sancionar a la vicepresidenta Rosario Murillo y junto a ella a más de 14 personas, entre ellas a su hijo, Laureano Facundo Ortega Murillo; al jefe de la Policía Nacional de Nicaragua, Francisco Javier Díaz Madriz; al asesor de Seguridad Nacional de la presidencia, Néstor Moncada Lau; y al Secretario General de la Alcaldía de Managua, Fidel Antonio Moreno Briones entre otros. Sin embargo, no se especificó de qué manera serían penalizados. El motivo por el cual Canadá decidió aplicar estas sanciones contra "miembros clave" del Gobierno de Ortega, se debe a que se comprobó "violaciones graves y sistemáticas de los derechos humanos" en el país centroamericano.

### Unión Europea
En octubre de 2020 la Unión Europea sancionó a los comisionados Ramón Avellán y Francisco Díaz Madriz, la exministra de Salud, Sonia Castro, y el asesor presidencial, Néstor Moncada Lau.

### Ucrania
En febrero de 2021, la Verkhovna Rada de Ucrania aprobó sanciones económicas contra el presidente Ortega y su gobierno. Las sanciones fueron en respuesta al envío de Ortega de una delegación al territorio de Crimea ocupado por Rusia en noviembre de 2020.